# Heilig-Geist-Hospital (Treysa)

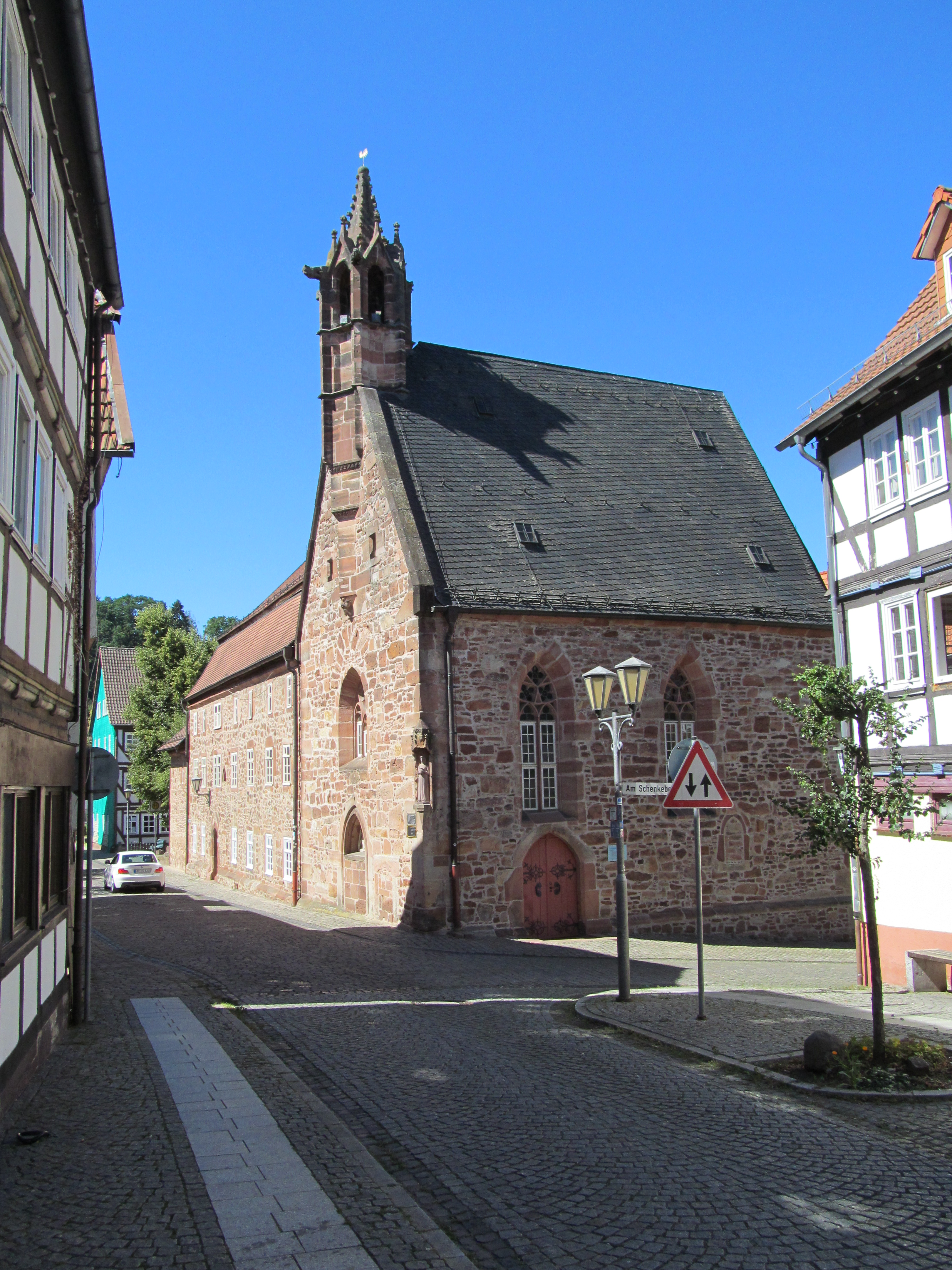
Treysa, Heilig-Geist-Hospital

Das Heilig-Geist-Hospital ist das mittelalterliche Hospital in Treysa, einem Ortsteil von Schwalmstadt im nordhessischen Schwalm-Eder-Kreis.
Das in der Steingasse in Randlage der mittelalterlichen Stadt Treysa gelegene Heilig-Geist-Hospital wurde als städtische Sozialeinrichtung vor 1367 gegründet. 1386 vermachte der Treysaer Kaplan Konrad Vogelsänger seinen Besitz dem Hospital, zu dessen Vormund und Rektor er bestellt wurde. Seitdem war das Amt des Hospitalvorstehers mit dem des Kaplans der Hospitalkapelle verknüpft. Seit der Reformation unterstand die Hospitalverwaltung dem Ersten Pfarrer, dem Bürgermeister und dem Rat der Stadt.
Aus der Gründungsphase des Hospitals stammt noch die gotische Spitalkapelle, An diese schließt sich entlang der Steingasse der Hospitalsflügel von 1560 an, der Bau des sogenannten Hinterhauses folgte 1563, erneuert 1718/19. Die 1661 erstmals genannte Hospitalscheune wurde im 19. Jahrhundert zu Wohnzwecken umgebaut, weitere Hospitalbauten in Fachwerk entstanden während des 19. Jahrhunderts.
1964 wurde die Hospitalstiftung aufgelöst, die profanierte Kapelle dient heute für standesamtliche Trauungen.